# 伊費奈恩伊勒馬森

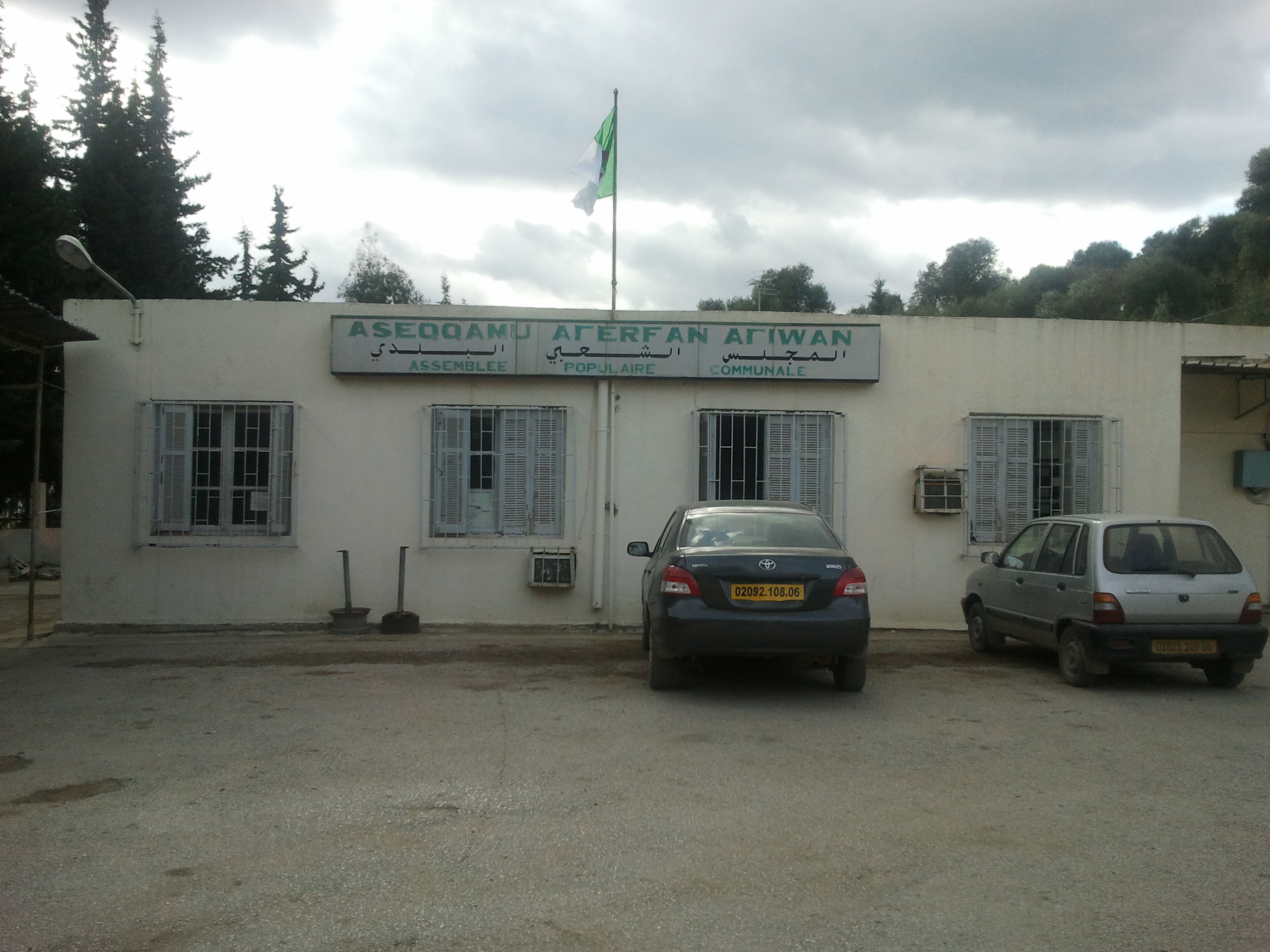
伊費奈恩伊勒馬森的市政廳

36°40′18″N 4°47′26″E / 36.67167°N 4.79056°E
伊費奈恩伊勒馬森（阿拉伯语：‎），是阿爾及利亞的城鎮，位於該國北部貝賈亞省，由克瑟區負責管轄，面積45平方公里，2008年人口11,825，人口密度每平方公里262人。